# 小萨拉什
小萨拉什（匈牙利語：Kisszállás）是匈牙利南部巴奇-基什孔州所辖的一个村，与包洛陶萨拉什相邻，总面积92.06平方公里，总人口2878，人口密度31人/平方公里（2002年）。地理坐标为46°16.786′N 19°29.475′E。